# Mubadala Citi DC Open 2025
Mubadala Citi DC Open 2025 byl smíšený tenisový turnaj na profesionálních okruzích mužů ATP Tour a žen WTA Tour, hraný v Rock Creek Park Tennis Center. Padesátý šestý ročník mužského a třináctý ženského Washington Open probíhal mezi 21. a 27. červencem 2025 v americkém hlavním městě Washingtonu, D.C. na dvorcích s tvrdým povrchem Har-Tru. Jednalo se o první část letní severoamerické US Open Series.
Mužská polovina dotovaná 2 396 115 dolary se řadila do kategorie ATP Tour 500. Odměny meziročně vzrostly o 14,09 %. Ženská část s rozpočtem 1 282 951 dolarů patřila do kategorie WTA 500.  Dotace hráčkám byla vůči roku 2024 navýšena o 39,06 %. Nejvýše nasazenými singlisty se staly americké světové čtyřky, Taylor Fritz a Jessica Pegulaová. Jako poslední přímí účastníci do dvouher nastoupili australský 80. tenista pořadí Aleksandar Vukic a britská 41. žena klasifikace Katie Boulterová. V důsledku invaze Ruska na Ukrajinu na konci února 2022 řídící organizace tenisu ATP, WTA a ITF s grandslamy rozhodly, že ruští a běloruští tenisté mohli dále na okruzích startovat, ale do odvolání nikoli pod vlajkami Ruska a Běloruska.
Jubilejní desátý singlový titul na okruhu ATP Tour vyhrál Australan Alex de Minaur poté, co ve finále odvrátil tři mečboly. Čtvrtou trofej z dvouhry okruhu WTA Tour vybojovala Kanaďanka Leylah Fernandezová. Poprvé ovládla turnaj vyšší kategorie než WTA 250. V mužské čtyřhře triumfovali favorizovaní Italové Simone Bolelli s Andreou Vavassorim. Sedmým společným titulem  se v roce 2025 stali druhým párem, který pokořil hranici čtyř trofejí. Vítězství z ženského debla si odvezly Američanka Taylor Townsendová s Číňankou Čang Šuaj, čímž Townsendová obhájila titul. Již postupem do finále si americká hráčka zajistila debutový posun do čela žebříčku WTA ve čtyřhře. Jako první matka na pozici světové jedničky byla padesátou světovou jedničkou.

## Rozdělení bodů a finančních odměn

### Rozdělení bodů
| Soutěž       | Soutěž        | vítězové | finalisté | semifinalisté | čtvrtfinalisté | 16 v kole | 32 v kole | 48 v kole | Q  | Q2 | Q1 |
| ------------ | ------------- | -------- | --------- | ------------- | -------------- | --------- | --------- | --------- | -- | -- | -- |
| dvouhra mužů | [ 5 ]         | 500      | 330       | 200           | 100            | 50        | 25        | 0         | 16 | 8  | 0  |
| čtyřhra mužů | [ 14 ] [ 15 ] | 500      | 300       | 180           | 90             | 0         | —         | —         | 45 | 25 | 0  |
| dvouhra žen  | [ 6 ] [ 16 ]  | 500      | 325       | 195           | 108            | 60        | 1         | —         | 25 | 13 | 1  |
| čtyřhra žen  | [ 17 ]        | 500      | 325       | 195           | 108            | 1         | —         | —         | —  | —  | —  |

### Finanční odměny
| Soutěž                                  | Soutěž        | vítězové  | finalisté | semifinalisté | čtvrtfinalisté | 16 v kole | 32 v kole | 48 v kole | Q2       | Q1      |
| --------------------------------------- | ------------- | --------- | --------- | ------------- | -------------- | --------- | --------- | --------- | -------- | ------- |
| dvouhra mužů                            | [ 5 ] [ 18 ]  | 420 525 $ | 224 275 $ | 116 340 $     | 60 740 $       | 32 005 $  | 17 525 $  | 9 345 $   | 4 905 $  | 2 800 $ |
| čtyřhra mužů                            | [ 14 ] [ 15 ] | 147 190 $ | 78 490 $  | 39 710 $      | 19 860 $       | 10 280 $  | —         | —         | —        | —       |
| dvouhra žen                             | [ 6 ] [ 16 ]  | 197 570 $ | 121 880 $ | 71 205 $      | 37 530 $       | 19 085 $  | 13 585 $  | —         | 11 220 $ | 6 735 $ |
| čtyřhra žen                             | [ 17 ]        | 65 403 $  | 39 780 $  | 23 100 $      | 11 862 $       | 7 210 $   | —         | —         | —        | —       |
| částky ve čtyřhrách jsou uvedeny na pár |               |           |           |               |                |           |           |           |          |         |

## Mužská dvouhra

### Nasazení

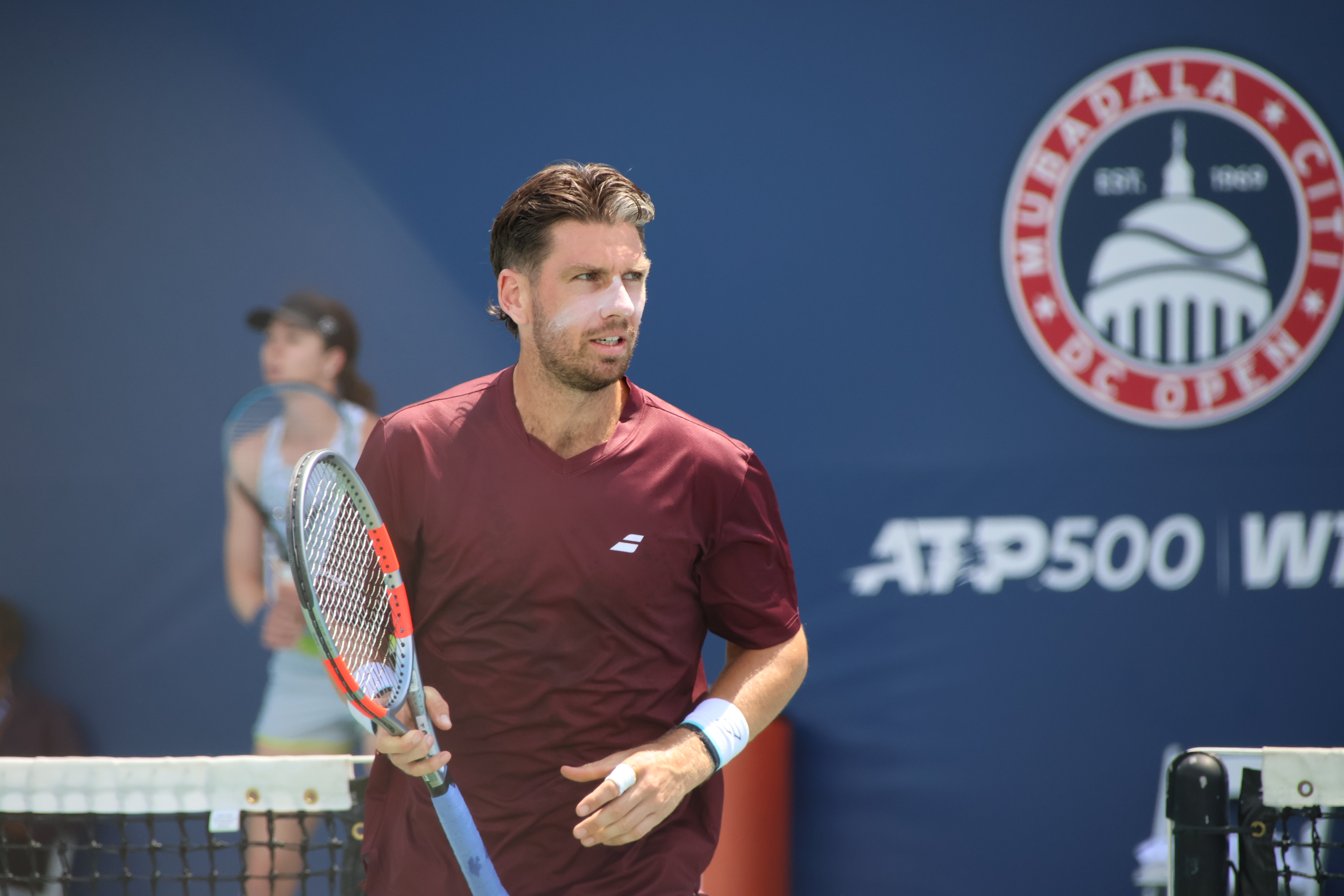
Cameron Norrie

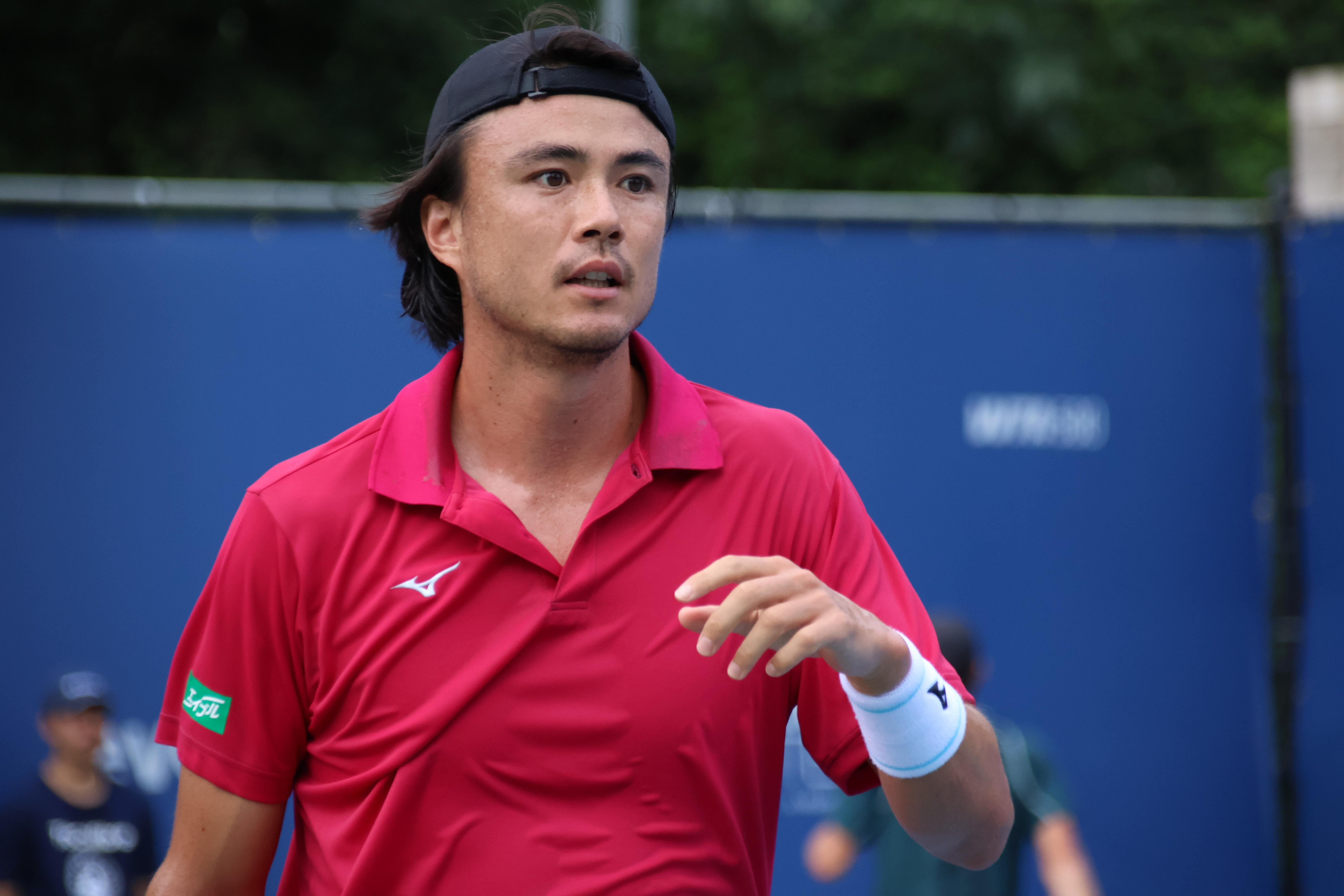
Taró Daniel

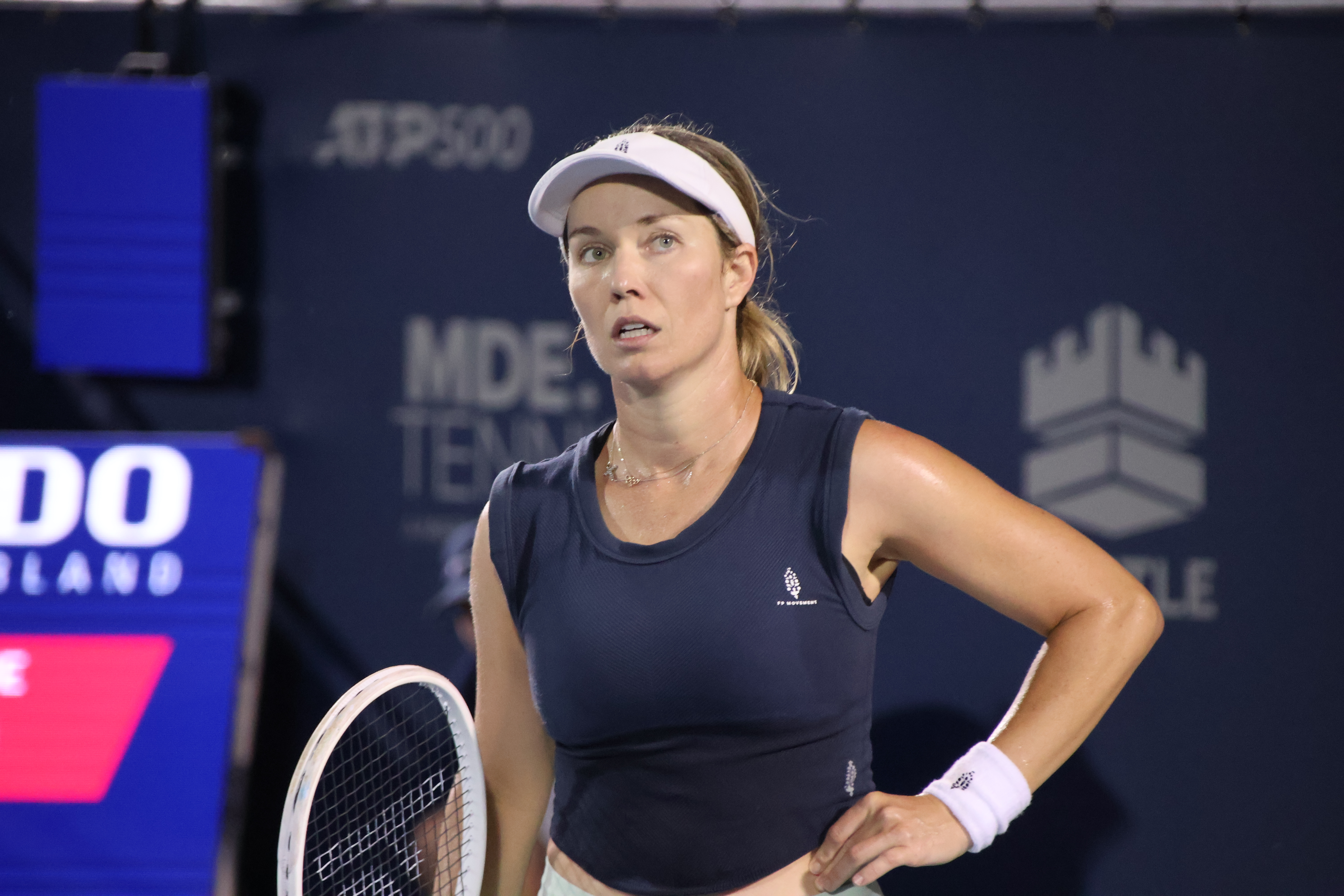
Danielle Collinsová v úvodním kole

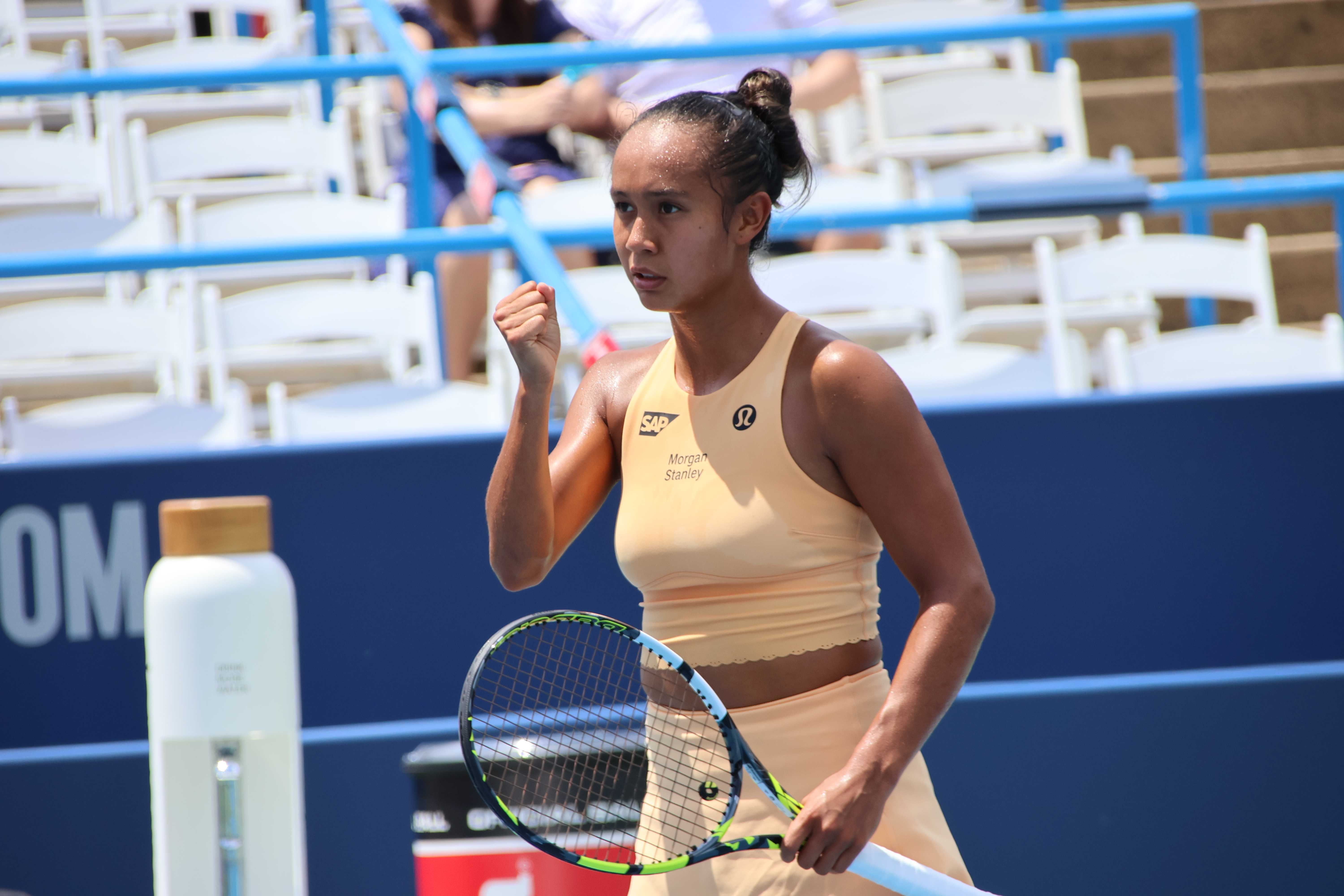
Vítězna Leylah Fernandezová

| Stát                              | Hráč                        | ATP | Nasazení |
| --------------------------------- | --------------------------- | --- | -------- |
| USA                               | Taylor Fritz                | 4.  | 1.       |
| Itálie                            | Lorenzo Musetti             | 7.  | 2.       |
| Dánsko                            | Holger Rune                 | 8.  | 3.       |
| USA                               | Ben Shelton                 | 9.  | 4.       |
|                                   | Andrej Rubljov              | 10. | 5.       |
| USA                               | Frances Tiafoe              | 11. | 6.       |
| Austrálie                         | Alex de Minaur              | 12. | 7.       |
|                                   | Daniil Medveděv             | 14. | 8.       |
| Itálie                            | Flavio Cobolli              | 19. | 9.       |
| Austrálie                         | Alexei Popyrin              | 24. | 10.      |
| Česko                             | Jiří Lehečka                | 25. | 11.      |
| Španělsko                         | Alejandro Davidovich Fokina | 26. | 12.      |
| USA                               | Alex Michelsen              | 30. | 13.      |
| USA                               | Brandon Nakashima           | 31. | 14.      |
| Kanada                            | Gabriel Diallo              | 38. | 15.      |
| Itálie                            | Lorenzo Sonego              | 40. | 16.      |
| Žebříček ATP ke 14. červenci 2025 |                             |     |          |

### Jiné formy účasti
Následující hráči obdrželi divokou kartu:
- Dan Evans
- Mackenzie McDonald
- Emilio Nava
- Ethan Quinn
- Holger Rune

Následující hráč nastoupil pod žebříčkovou ochranou:
- Jenson Brooksby

Následující hráči postoupili z kvalifikace:
- Murphy Cassone
- Billy Harris
- Colton Smith
- Zachary Svajda
- Wu I-ping
- Bejbit Žukajev

Následující hráč postoupil z kvalifikace jako šťastný poražený:
- Corentin Moutet

### Odhlášení
před zahájením turnaje
- Jacob Fearnley → nahradil jej  Pu Jün-čchao-kche-tche
- Sebastian Korda → nahradil jej  Christopher O'Connell
- Nick Kyrgios → nahradil jej  Aleksandar Kovacevic
- Tomáš Macháč → nahradil jej  Learner Tien
- Jakub Menšík → nahradil jej  Benjamin Bonzi
- Tommy Paul → nahradil jej  Reilly Opelka
- Holger Rune → nahradil jej  Corentin Moutet
- Jordan Thompson → nahradil jej  Jošihito Nišioka

## Mužská čtyřhra

### Nasazení
| Stát                                                                         | Hráč               | Stát        | Hráč                   | ATP | Nasazení |
| ---------------------------------------------------------------------------- | ------------------ | ----------- | ---------------------- | --- | -------- |
| Itálie                                                                       | Simone Bolelli     | Itálie      | Andrea Vavassori       | 26. | 1.       |
| USA                                                                          | Christian Harrison | USA         | Evan King              | 35. | 2.       |
| Monako                                                                       | Hugo Nys           | Francie     | Édouard Roger-Vasselin | 40. | 3.       |
| Indie                                                                        | Juki Bhambri       | Nový Zéland | Michael Venus          | 51. | 4.       |
| Žebříček ATP ke 14. červenci 2025; číslo je součtem umístění obou členů páru |                    |             |                        |     |          |

### Jiné formy účasti

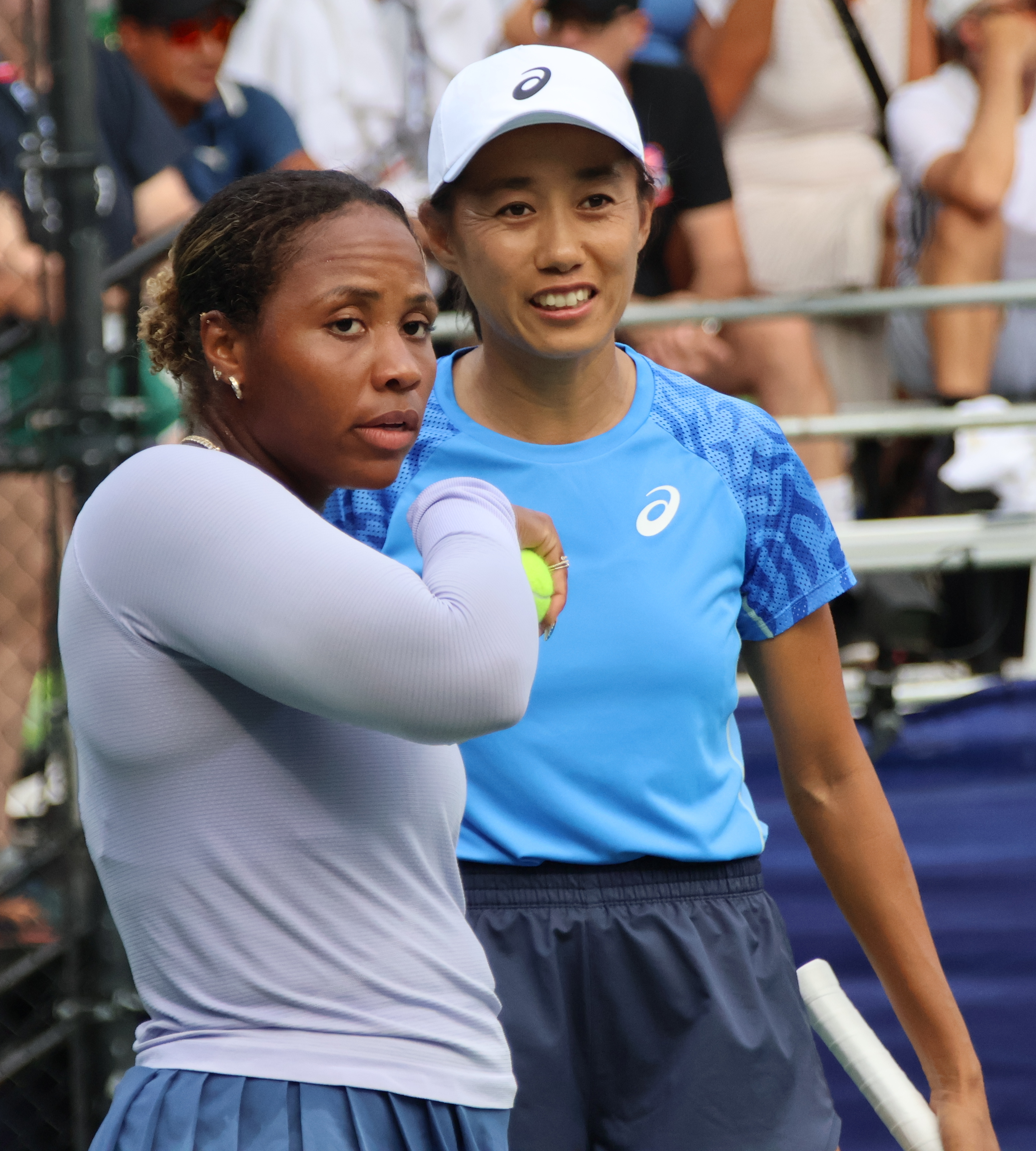
Vítězné Townsendová s Čangovou

Následující páry obdržely divokou kartu:
- Alex de Minaur /  Alexei Popyrin
- Nick Kyrgios /  Gaël Monfils

Následující pár postoupil do hlavní soutěže z kvalifikace:
- Alexander Erler /  Robert Galloway

### Odhlášení
před zahájením turnaje
- Marcelo Arévalo /  Mate Pavić→ nahradili je  André Göransson /  Sem Verbeek
- Julian Cash /  Lloyd Glasspool → nahradili je  Matthew Ebden /  John Peers
- Harri Heliövaara /  Henry Patten → nahradili je  Nathaniel Lammons /  Jackson Withrow
- Joe Salisbury /  Neal Skupski → nahradili je  Neal Skupski /  John-Patrick Smith

## Ženská dvouhra

### Nasazení
| Stát                              | Hráčka             | WTA | Nasazení |
| --------------------------------- | ------------------ | --- | -------- |
| USA                               | Jessica Pegulaová  | 4.  | 1.       |
| USA                               | Emma Navarrová     | 11. | 2.       |
| Kazachstán                        | Jelena Rybakinová  | 13. | 3.       |
| Dánsko                            | Clara Tausonová    | 19. | 4.       |
| Polsko                            | Magdalena Fręchová | 24. | 5.       |
| USA                               | Sofia Keninová     | 26. | 6.       |
| Ukrajina                          | Marta Kosťuková    | 27. | 7.       |
| Polsko                            | Magda Linetteová   | 28. | 8.       |
| Žebříček WTA ke 14. červenci 2025 |                    |     |          |

### Jiné formy účasti
Následující hráčky obdržely divokou kartu:
- Victoria Mboková
- Naomi Ósakaová
- Maria Sakkariová
- Venus Williamsová

Následující hráčky postoupily z kvalifikace:
- Caroline Dolehideová
- Kamilla Rachimovová
- Julija Starodubcevová
- Taylor Townsendová

### Odhlášení
před zahájením turnaje
- Jekatěrina Alexandrovová → nahradila ji  Hailey Baptisteová
- Amanda Anisimovová → nahradila ji  Maya Jointová
- Paula Badosová → nahradila ji   Anastasija Potapovová
- Ashlyn Kruegerová → nahradila ji  Tatjana Mariová
- Čeng Čchin-wen → nahradila ji  Danielle Collinsová

## Ženská čtyřhra

### Nasazení
| Stát                                                                          | Hráčka             | Stát               | Hráčka             | WTA | Nasazení |
| ----------------------------------------------------------------------------- | ------------------ | ------------------ | ------------------ | --- | -------- |
| USA                                                                           | Asia Muhammadová   | Nový Zéland        | Erin Routliffeová  | 15. | 1.       |
| USA                                                                           | Taylor Townsendová | Čína               | Čang Šuaj          | 17. | 2.       |
| Čínská Tchaj-pej                                                              | Čan Chao-čching    | Čína               | Ťiang Sin-jü       | 49. | 3.       |
| Slovensko                                                                     | Tereza Mihalíková  | Spojené království | Olivia Nichollsová | 57. | 4.       |
| Žebříček WTA ke 14. červenci 2025; číslo je součtem umístění obou členek páru |                    |                    |                    |     |          |

### Jiné formy účasti
Následující páry obdržely divokou kartu:
- Hailey Baptisteová /  Venus Williamsová
- Eugenie Bouchardová /  Clervie Ngounoueová

Následující pár nastoupil pod žebříčkovou ochranou:
- Kamilla Rachimovová /  Galina Voskobojevová

## Přehled finále

### Mužská dvouhra
- Alex de Minaur vs.  Alejandro Davidovich Fokina, 5–7, 6–1, 7–6(7–3)

### Ženská dvouhra
- Leylah Fernandezová vs.   Anna Kalinská, 6–1, 6–2

### Mužská čtyřhra
- Simone Bolelli /  Andrea Vavassori vs.  Hugo Nys /  Édouard Roger-Vasselin, 6–3, 6–4

### Ženská čtyřhra
- Taylor Townsendová /  Čang Šuaj vs.  Caroline Dolehideová /  Sofia Keninová, 6–1, 6–1